# جائزة بريطانيا الكبرى 1992
جائزة بريطانيا الكبرى 1992 هو سباق فورمولا 1 أقيم بتاريخ 12 يوليو 1992 في حلبة سلفرستون، سيلفرستون، بريطانيا العظمى. كان التاسع من أصل 16 في بطولة العالم لسباقات الفورمولا واحد موسم 1992. حلّ البريطاني نايجل مانسيل أولا بينما جاء الإيطالي ريكاردو باتريس في المركز الثاني وحصل على المركز الثالث البريطاني مارتن براندل.